# Gruta de Água de Pau
A Gruta de Água de Pau é uma gruta portuguesa localizada na freguesia de Água de Pau, concelho da Lagoa, ilha de São Miguel, arquipélago dos Açores.
Esta cavidade apresenta uma geomorfologia de origem vulcânica em forma de tubo de lava localizado numa arriba costeira. Este acidente geológico faz parte da Rede Natura 2000. Apresenta um comprimento de 323 m. por uma largura máxima de 6.6 m. e uma altura máxima de 2.6 m.

## Espécies observáveis
- Calyptophthiracarus maritimus
- Hermanniella sp.  (sp. nov.)
- Eidmanella pallida
- Lithobius pilicornis
- Thalassophilus azoricus
- Pseudosinella azorica
- Iridomyrmex humilis